# Thomas Gordon Hartley
Thomas Gordon Hartley (* 9. Januar 1931 in Beaumont, Texas; † 8. März 2016 in Canberra) war ein US-amerikanischer Botaniker. Sein offizielles botanisches Autorenkürzel lautet „T.G. Hartley“

## Biografie
1955 graduierte Hartley an der Wisconsin State University im Fach Botanik mit dem akademischen Grad Bachelor of Science. 1957 erlangte er an der University of Iowa den akademischen Grad eines Masters und 1962 den Grad eines Ph. D.
Von 1961 bis 1965 leitete er eine Expedition der Commonwealth Scientific and Industrial Research Organisation zur Erforschung sekundärer Pflanzenstoffe auf Neuguinea. Von 1965 bis 1971 war er stellvertretender Kurator des Arnold-Arboretums der Harvard University in Cambridge (Massachusetts). Ab 1971 war er Senior-Forschungswissenschaftler der C.S.I.R.O. Plant Industry, Canberra, Australien.
Thomas Gordon Hartley ist vor allem durch seine wissenschaftlichen Abhandlungen über die Familie der Rautengewächse bekannt geworden. Er beschrieb mehrere neuentdeckte Pflanzentaxa von Südostasien, Papua-Neuguinea, Neukaledonien und Australien erstmals wissenschaftlich und revidierte unter anderem Gattungen wie Zanthoxylum und Acronychia. Zusammen mit Benjamin Clemens Stone verfasste er 1989 eine große Revision der Gattung Pelea, womit fast alle Arten der Gattung Pelea in die Gattung Melicope transferiert wurden. Zusammen mit Dianxiang Zhang überarbeitete er den 11. Band der „Flora of China“.

## Werke (Auswahl)
- 1966: A revision of the Malesian species of Zanthoxylum (Rutaceae)
- 1967: A revision of the genus Lunasia (Rutaceae)
- 1969: A revision of the genus Flindersia (Rutaceae)
- 1970: Additional notes on the Malesian species of Zanthoxylum (Rutaceae)
- 1974: A revision of the genus Acronychia (Rutaceae)
- 1975: Additional notes on the genus Flindersia (Rutaceae)
- 1975: A new species of Zanthoxylum (Rutaceae) from New Guinea
- 1977: A revision of the genus Acradenia (Rutaceae)
- 1977: A revision of the genus Bosistoa (Rutaceae)
- 1989: (mit Benjamin Clemens Stone): Reduction of Pelea with new combinations in Melicope (Rutaceae). Taxon 38: 119–23
- 2001: Allertonia. On the taxonomy and biogeography of Euodia and Melicope (Rutaceae).